# Linx
Linx é uma empresa brasileira especialista em tecnologia para o varejo, com atuação no Brasil e América Latina.
Vendida em 2020 para a Stone por R$ 6.7 bilhões, a Linx é líder no mercado de software de gestão para o varejo, com 45,6% do mercado no Brasil, conforme atesta o IDC.
Com capital aberto na B3 desde 2013, a Linx também se tornou a primeira empresa brasileira de software com capital aberto na NYSE, em 2019. A empresa possui mais de 3,5 mil colaboradores distribuídos entre sua sede em São Paulo, 16 filiais pelo Brasil e 5 países da América. Desde a sua fundação, a Linx adquiriu cerca de 36 empresas de diversos segmentos dos varejos.

## História
A Linx foi fundada em 1985 pelo paulistano Nércio Fernandes. Com 22 anos de idade, Nércio deixou a faculdade de engenharia civil para investir em um negócio próprio na área de microinformática e fundou a Microserv Comércio e Consultoria com mais alguns sócios, primeira nomenclatura da empresa.
Poucos anos após sua fundação, a companhia atendia pequenos negócios na região do Brás e Bom Retiro, em São Paulo, quando desenvolveu o MicroMalhas, software voltado para varejo de moda. Em 1990, o software passou a ser chamado de Linx e se transformou, mais tarde, no carro-chefe do grupo: o software Linx ERP, voltado para diferentes segmentos do varejo.
No ano 2000, a Linx iniciou um programa de venda do Linx ERP para implementação e treinamento do sistema em regiões em que a empresa não tinha escritório próprio. Além disso, criou a Linx Logística, unidade especializada em logística interna.
Com uma estrutura mais complexa e com a atuação paralela da Linx Sistemas, Linx Logística e Linx Telecom, criada com foco no outsourcing de opções de conectividade e telecomunicações para o varejo, foi necessária a criação de uma holding para unificar e fortalecer as unidades de negócio. Em 2004, surgiu então a LMI, que depois passou a se chamar Linx.
Em 2009, a Linx recebeu o aporte do BNDESPar para realização de aquisições com o objetivo de ampliar as operações do grupo.
Com o grupo em expansão, foi criado, em 2010, uma divisão de negócios chamada Linx Prevenção de Perdas para varejo. A divisão tinha o objetivo de minimizar perdas relacionadas a materiais, oportunidades, tempo e capital em várias verticais de mercado dos seus clientes.
O crescimento da Linx levou também à mudança de endereço do grupo. Em 2011, a Linx passou a ocupar 10 andares de um prédio em São Paulo (SP). No mesmo ano, 2011, a companhia fechou uma parceria e recebeu investimento da General Atlantic, um fundo americano de private equity.
Em 2013, a Linx aderiu ao Novo Mercado (segmento da B3 que estabelece padrões de transparência e governança) através da oferta inicial de ações (IPO) na BM&F. Essa modalidade atende ao nível referente às melhores práticas de Governança Corporativa.
No ano seguinte, 2014, a Linx chegou a R$ 331,3 milhões de receita operacional bruta. O que representou aumento de 27,9% em comparação com 2013.
Ao completar 30 anos, em 2015, a companhia apresentou uma nova marca e um novo posicionamento com o slogan "Software que move o varejo". A agência FutureBrand foi responsável pela criação da campanha.
Em julho de 2025, a TOTVS anunciou a aquisição da Linx por R$ 3,05 bilhões, numa operação estratégica que reforça seu portfólio no setor de varejo. A transação envolve parte do ativo de software da Linx e está sujeita à aprovação do Cade e de seus acionistas.

## Fusões e aquisições
Em 2008, a Linx adquiriu a Quadrant Informática, por R$39,9 milhões.
Em 2009, a Linx Sistemas realizou a compra da Formata Data Business, de Belo Horizonte, a CSI Comércio Soluções Inteligentes, por R$41,1 milhões, e a Intercommerce Retail Software, por R$13,6 milhões.
Um ano depois, em 2010, adquiriu, pelo valor de R$16 milhões, a CNP Engenharia de Sistemas e a Dia System Informática, por R$13,8 milhões.
Em 2011, assinou a compra da Custom Business Solutions, que foi adquirida por R$4,7 milhões, a Spress Informática, por R$29,8 milhões e a Microvix Software, pelo valor de R$42,8 milhões.
No ano de 2012, a controladora Linx Sistemas adquiriu, por R$46,2 milhões, a Compacta Informática. No mesmo ano, firmou um contrato de transferência de tecnologia junto à Bitix Consultoria em Tecnologia da Informação, pelo valor de R$683 mil.
No ano seguinte, 2013, a Linx Sistemas e Consultoria assinou um Contrato de Compra e Venda de Quotas com os detentores da totalidade do capital social da Direção Processamento de Dados, no valor de R$ 26,5 milhões. No mesmo ano, comprou a Seller Corp, por R$10,1 milhões, ativos que incluíam contratos de aluguel de software e os direitos sobre o sistema de gestão de franquias da Opus Software Comércio e Representações, pelo valor de até R$ 9,0 milhões, a Ionics Informática e Automação, por R$ 12,0 Milhões, e a LZT Soluções em Informática, pelo valor de R$ 30,5 milhões.
Em 2014, a Linx adquiriu empresas como a Rezende Sistemas, a Net4Biz, por R$ 49,9 milhões, a Big Sistemas por R$ 38,7 Milhões e a Softpharma, por R$ 65 milhões.
No mesmo ano criou uma joint venture com a Cielo. A nova empresa foi criada para oferecer uma plataforma integrada de gestão e pagamento aos pequenos varejistas do Brasil.  Em novembro do ano seguinte a joint venture foi desfeita.
Em 2015, a Linx realizou a aquisição das empresas Neemu e Chaordic, líderes em personalização da experiência de compra online, com foco especial em ferramentas de busca e recomendação para e-commerce. Pelas aquisições da Chaordic e Neemu, a Linx pagou R$ 78,6 milhões à vista e, adicionalmente, sujeito ao atingimento de determinadas metas financeiras e operacionais para os anos de 2016 a 2018, poderia pagar o valor de até R$ 32,8 milhões. Com estas aquisições, a Linx ampliou as ofertas para o varejo online, buscando a integração entre os mundos offline e online e, com isso, reforçou o suporte aos clientes para mudar a experiência de compra de seus consumidores
Em novembro de 2016, a Linx adquiriu a Intercamp Sistemas e Comércio de Informática por R$ 28 milhões. A Intercamp atuava na comercialização de desenvolvimento de softwares para postos de gasolina e lojas de conveniência.
A primeira aquisição internacional da Linx aconteceu em Julho de 2017, com a compra do grupo argentino Synthesis, por US$ 16,3 milhões. Este foi o primeiro investimento da companhia em expansão pela América Latina. Em 2018, a união da Linx e da Synthesis Retail Solutions resultou no lançamento da nova marca internacional da empresa brasileira, a Napse. Ambas empresas são especialistas no mercado varejista, desenvolvendo soluções inovadoras que acompanham o varejo em sua transformação digital.
Em outubro de 2017, a Linx adquiriu a empresa Shopback através de sua subsidiária Linx Sistemas e Consultoria. A Shopback é uma plataforma focada em tecnologias de retenção, engajamento e recaptura de clientes, considerada líder do segmento no mercado brasileiro. O valor da transação foi de R$ 39 milhões, com a possibilidade de serem adicionados R$ 17,56 milhões sujeitos ao atendimento de metas financeiras e operacionais entre os anos de 2017 e 2019.
Ainda no mesmo ano, Linx adquiriu a Percycle, startup de tecnologia e plataforma líder em publicidade nativa, por R$ 13 milhões. O acordo previu que o valor total da compra pudesse chegar a R$ 22,73 milhões em caso de atingimento de metas financeiras e operacionais nos 3 anos subsequentes à compra.
Em março de 2018, a Linx adquiriu a ITEC Brazil, empresa de desenvolvimento e comercialização de softwares de gestão e automação para farmácias de médio e grande portes, por um investimento inicial  de R$ 16,4 milhões. O acordo financeiro previu um adicional sujeito ao atingimento de metas entres os anos 2018 e 2020, e poderá atingir R$ 9,1 milhões.
Em 2018, a Linx adquiriu a Digital Commerce Group para reforçar a estratégia de e-commerce e omnichannel. A aquisição foi um passo importante para o reforço das ofertas de e-commerce e omnichannel. Pela aquisição, a Linx pagou o total de R$49 milhões à vista e, adicionalmente, sujeito ao atingimento de metas financeiras e operacionais para os anos de 2018 a 2020, poderá pagar o valor de até R$18 milhões.
A segunda aquisição do ano aconteceu em abril, quando a companhia adquiriu a totalidade de quotas da Único Sistemas e Consultoria por R$ 16 milhões. Seguindo com o modelo de acordo sujeito ao cumprimento de metas, tal transação poderá chegar a um adicional de R$ 9 milhões, até 2010. Com foco no desenvolvimento de ferramentas multicanais de gestão e promoções de fidelidade, essa aquisição confirma o investimento da Linx em sistemas para relacionamento entre empresas e clientes.
Em abril de 2019, a Linx comprou a startup catarinense Hiper, que desenvolve software para micro e pequenos varejistas. Pela aquisição, a Linx pagou R$ 17,7 milhões à vista, valor que poderá chegar nos próximos dois anos a até R$ 50 milhões, com pagamento de R$ 32,3 adicionais de acordo com o resultado da integração das soluções da Hiper à plataforma da Linx.
Já em junho de 2019, a Linx adquiriu a empresa Millennium Network por R$ 65 milhões. A empresa era referência em solução de ERP (Enterprise Resource Planning ou Sistema Integrado de Gestão Empresarial em português) para e-commerce.
Em outubro de 2019, a Linx adquiriu a SetaDigital, empresa especialista em software para lojas de calçados e a maior de seu ramo, lojas de calçados. A empresa é referência em soluções de ERP e POS para o setor calçadista e atende as principais marcas do país, como Arezzo, Melissa, Anacapri, Abys, Schutz, Casas Ajita entre outros. Fundada em 2005, a SetaDigital conta hoje com 80 funcionários diretos em sua sede em Cascavel-PR. A compra está sendo feita por R$ 28 milhões a vista e outros R$ 8,8 milhões a serem pagos pelo atingimento de metas financeiras e operacionais entre 2019 a 2021. O negócio deve sair, portanto, pelo valor total de R$ 36,8 milhões.
Em janeiro de 2020 a Linx adquiriu a fintech PinPag por R$ 135 milhões à vista, além de mais R$ 65 milhões atrelados ao cumprimento de metas até 2022. A fintech foi integrada à Linx Pay Hub, fintech de pagamentos da própria Linx.
Em 2020, a Linx adquiriu a Neemo por R$17,6 milhões. Dona do Delivery App, a empresa é uma das pioneiras em soluções de delivery personalizado para restaurantes, por meio da integração do aplicativo de delivery do estabelecimento e sua plataforma de e-commerce, oferecendo ao consumidor uma experiência omnichannel.
Ainda em 2020, a Linx anunciou a aquisição da Humanus, fornecedora de software de gestão de folha de pagamento e HCM a empresas de médio porte, além da Mercadapp, empresa especializada no setor supermercadista que oferece uma plataforma white label de soluções para vendas online.
Em Agosto de 2020, a Linx foi comprada pela fintech brasileira Stone Pagamentos, que fez uma oferta de compra de 6,045 bilhões de reais.
Em 2021, foi a vez da Neonode, empresa sueca de soluções em sensoriamento óptico.

## Projetos sociais

### Instituto Ayrton Senna
Em parceria com o Instituto Ayrton Senna, a Linx apoia o projeto de implementação da Política de Aprendizagem Escolar que apresenta soluções educacionais direcionadas à alfabetização (o Se Liga) e aceleração do aprendizado dos alunos do ensino fundamental (chamado Acelera) na cidade de Recife e arredores.

### Movimento Arredondar
A Linx firmou uma parceria com o Movimento Arredondar, permitindo a estabelecimentos comerciais que utilizam os sistemas Linx POS, Linx Microvix e Linx Degust  disponibilizar aos consumidores finais a opção de arredondar centavos de suas compras para doação. Todo valor arrecadado é direcionado para organizações sociais selecionadas que trabalham pelos 8 Objetivos do Milênio, da ONU.

### Junior Achievement
A Linx reformulou o Programa Miniempresa da Junior Achievement, criando o Miniempresa by Linx. O Miniempresa by Linx proporciona aos estudantes do 2º ano do ensino médio a experiência em economia e negócios na operação de uma empresa estudantil. O projeto possui  uma ferramenta digital de gestão e uma comunidade virtual para os estudantes atuais e também ex-alunos do programa.

### Incentivo à cultura
Em 2012, a Linx apoiou a exposição São Paulo: um novo olhar sobre a história que apresenta a cidade por meio da história do comércio de varejo e sua influência nas transformações urbanas do século XIX. A exposição ocorreu na estação Sé do Metrô de São Paulo e durou 45 dias.
A Linx promoveu também o patrocínio do livro Vitrinas: História, arte e consumo em São Paulo de Sylvia Demetresco, em 2015. O livro foi enviado como presente de final de ano para clientes da companhia.

## Prêmios e reconhecimentos
- 2017: premiada em 7 categorias entre os 3 primeiros lugares no prêmio Times Executivos América Latina, da revista Institutional Investor. 1ª lugar na categoria Melhor CFO,  2º lugar nas categorias Melhor CEO, Investor Relations Team e Analyst Day e 3º lugar nas categorias IR Professional, Investor Relations Program e Website.[87]
- 2017: Melhor Fornecedor de Software de Emissão de Nota Fiscal- BR Week[88]
- 2017: Melhor POS- Point of Sale- BR Week[88]
- 2016: Melhor Fornecedor de Software de Emissão de Nota Fiscal- BR Week[88]
- 2016: Melhor POS- Point of Sale- BR Week[89][90]
- 2015: Melhor POS - Point of Sale - Premio BR Week[91]
- 2015: entre as 4 primeiras em Inovação e Qualidade e Responsabilidade Social - Melhores da Dinheiro[92]
- 2015: vencedora do prêmio BR Week na categoria Parceiro de Negócios[93]
- 2015: entre as 4 primeiras do Setor - Tecnologia - Software e Serviços - Melhores da Dinheiro[92]
- 2015: entre as 200 PMEs que mais crescem no Brasil - Exame[94]
- 2014: 1º lugar no setor de Tecnologia: Prêmio Middle Market - IstoÉ Dinheiro[95]
- 2014: 3º lugar no setor de Tecnologia - Software e Serviços - Melhores da Dinheiro[96]
- 2012: entre as 250 empresas que mais crescem no segmento PME - Exame PME (Edição 53 Exame PME)[97]
- 2009: 5ª empresa com maior crescimento em vendas no anuário "200 Maiores Empresas de TI do País" - INFO Exame[98]
- 2009: destaque do Anuário Informática Hoje como Desenvolvedores de Software - Médio Porte[98]
- 2009: "As 100 empresas mais ligadas do Brasil" - INFO Exame[98]